# Schutzerdung

Symbol für die Schutzerdung gemäß DIN EN 60617-2

Gemäß DIN VDE und NIN ist die Schutzerdung definiert als: „Erdung eines Punktes oder mehrerer Punkte eines Netzes, einer Anlage oder eines Betriebsmittels zu Zwecken der elektrischen Sicherheit“ und in der ÖVE als „Maßnahme des Fehlerschutzes, bei der die zu schützenden leitfähigen Anlagenteile über den PE-Leiter mit einem geeigneten Erder verbunden sind und bei der die mit einem Fehler behafteten Anlagenteile durch Überstrom-Schutzeinrichtungen ausgeschaltet werden“. Allgemein versteht man darunter die durchgehende elektrische leitende Verbindung aller leicht berührbaren und nicht zum Betriebsstromkreis gehörenden elektrisch leitfähigen Geräteteile (z. B. Metallgehäuse) mit dem Potential des Erdreichs zur Vermeidung hoher Berührungsspannungen beim Auftreten von Funktionsfehlern. Früher wurden die Maßnahmen „Schutzerdung“ und „Schutzpotentialausgleich“ zusammengefasst als Nullung bezeichnet (in ÖVE/ÖNORM E 8001-1:2010 und österreichischem ETG 1992 ist dies auch jetzt noch der Fall).

## Schutzerdung im Niederspannungsnetz
Im Niederspannungsnetz werden 3 Arten der Schutzerdung unterschieden:
- kombinierte Schutzerdung und Betriebserdung
- separate Schutzerdung und niederohmige Betriebserdung
- separate Schutzerdung und hochohmige Betriebserdung

Bei der kombinierten Erdung wird ein Leiter des Betriebsstromkreises, in der Regel der Neutralleiter, in der Nähe der Trafostation über einen Betriebserder geerdet. Beim Endverbraucher (Haushalt, Gewerbe, Industrie) wird ein separater Schutzerder im Erdreich eingebaut. An der Potentialausgleichsschiene werden Schutzerdung und Betriebserdung zusammengeführt. Somit besteht zwischen Betriebserdung und Schutzerdung eine galvanische Verbindung.
Bei dem getrennten System (separate Schutzerdung, und niederohmige Betriebserdung) wird ebenfalls in der Nähe der Trafostation ein Leiter des Betriebsstromkreises über die Betriebserdung geerdet. Beim Endverbraucher werden die zu erdenden Körper direkt geerdet, ohne dass Betriebserdung und Schutzerdung miteinander verbunden werden. Es besteht somit nur eine undefinierte galvanische Verbindung zwischen Betriebserdung und Schutzerdung über das Erdreich.
Bei der dritten Erdungsvariante werden alle aktiven Teile gegen Erde isoliert oder über eine hochohmige Impedanz mit dem Betriebserder verbunden. Beim Endverbraucher werden die zu erdenden Körper direkt geerdet. Dies geschieht unabhängig von der Erdung der Stromversorgung. Es besteht somit keine galvanische Verbindung zwischen Betriebserdung und Schutzerdung.

## Schutzerdung in Hoch- und Mittelspannungsnetzen
In Hoch- und Mittelspannungsnetzen, das sind Netze mit Nennspannungen größer 1 kV, werden alle metallenen Konstruktionsteile in Schaltanlagen und Kraftwerken über niederohmige Erdungsleitungen mit der Erdungsanlage und somit mit dem Erder verbunden. Außerdem werden alle Füße der Leitungsmasten geerdet. Hierbei wird zusätzlich mittels Steuererder eine Potentialsteuerung bewirkt. In Kraftwerken und Schaltanlagen sind in der Regel gemeinsame Erdungsanlagen für das Hochspannungs- und Niederspannungsnetz vorhanden. Die Erdungsanschlüsse sind lösbar an die Erdungssammelleitung angeschlossen und zur besseren Erkennbarkeit exakt beschriftet.

## Schutzerdung bei elektrischen Bahnen
Bei der Schutzerdung von elektrischen Bahnen wird unterschieden zwischen:
- Wechselstrom- und Gleichstrombahnen[8]
- Höhe der Fahrleitungsspannung im Niederspannungs- oder Hochspannungsbereich

### Schutzerdung bei Wechselstrombahnen
Bei Wechselstrombahnen werden alle leitfähigen Bauteile, die sich im Oberleitungsbereich befinden, direkt mit den Fahrschienen elektrisch leitend verbunden. Diese Maßnahmen dienen zum Schutz gegen Potentialunterschiede im Gleisbereich, denn bedingt durch die Erdungswirkung der angeschlossenen Bauteile, Bauwerke und Anlagen wird ein erhöhtes Schienenpotential vermieden. Außerdem schützt diese Maßnahme auch bei indirekter Berührung wie z. B. Fahrleitungsabriss. Diese Erdungsmaßnahme, bei der alle Fahrschienen gezielt mit Erde verbunden werden und die Schienen als Rückleitung benutzt werden, wird auch als Bahnerdung bezeichnet. Durch die Bahnerdung können Rückströme in das öffentliche Netz verschleppt werden, die aufgrund der unterschiedlichen Frequenzen der beiden Systeme zur Beeinflussung von Anlagen im EVU-Netz führen. Außerdem kann es durch Rückstromverschleppung zur Überlastung der Neutralleiter, Schutzleiter oder PEN-Leiter kommen. Hierdurch erwärmen sich diese Leiter unzulässig, durch diese Belastungen kann es sogar zum Leiterbruch kommen. Aus diesem Grund wird die Bahnerdung zu einem separaten Erdungssystem zusammengeführt und von der Erdung des EVU-Netzes galvanisch getrennt.

### Schutzerdung bei Gleichstrombahnen
Bei Gleichstrombahnen kommt es zu Streuströmen, damit verbunden ist die Korrosion von Bauteilen und Erdern. Aus diesem Grund dürfen die Fahrschienen von Gleichstrombahnen nicht elektrisch leitend mit den geerdeten Bauteilen verbunden werden, sondern müssen sogar gegenüber Erde elektrisch isoliert werden. Bei elektrisch gegen Erde isolierten Bauteilen ist eine direkte Verbindung mit den Fahrschienen zulässig. Die Stahlarmierung von Tunneln oder Brücken und die Stahlkonstruktionen in Bereich von Haltestellen werden separat als so genannte Bauwerkserder zusammengeführt und geerdet. In besonderen Fällen wie z. B. schlechte Erdbodenleitfähigkeit werden zusätzliche Maßnahmen wie z. B. Erdungsseile angewendet.

## Schutzmaßnahme Schutzerdung

Schutzerdung im TT-System

Die klassische Version der Schutzerdung als Schutzmaßnahme wurde erstmals um das Jahr 1900 verwendet. Im Jahr 1924 wurde die Schutzmaßnahme Schutzerdung (heute Schutzmaßnahme „Automatische Abschaltung der Stromversorgung“ in TN- und TT-Systemen) erstmals als lockere Form einer Auflistung von Maßnahmen erwähnt und floss 1932 in die VDE 0140 ein. Diese Schutzmaßnahme hat heute jedoch ihre Bedeutung verloren und wird nur noch vereinzelt in den Netzen der EVU angewendet.

### Aufbau und Funktion
Die zu erdenden Körper werden an den Schutzerdungsleiter angeschlossen, der Netztransformator wird über den Betriebserder geerdet. Bei der Schutzerdung wird aus einem Körperschluss ein Erdschluss. Der Fehlerstrom, der über die Erdungsleitung fließt, bringt das nächst vorgeschaltete Sicherungsorgan (Sicherung, LS-Schalter) zum Abschalten.
Damit das Sicherungsorgan auch innerhalb der gefordert kurzen Zeiten abschalten kann, sind an den Schutzerdungswiderstand bestimmte Bedingungen geknüpft. Diese Bedingungen waren in der alten Norm speziell für das 3 × 220 V Netz, bei dem der Neutralleiter nur über das Erdungssystem verteilt wurde, so geregelt, dass die Schutzerdung nur bei Überstrom-Schutzorganen bis 10 A angewendet werden konnte. Diese Einschränkung war dadurch begründet, dass es in der Praxis kaum möglich ist, niedrigere Erdungswiderstände als 2 Ohm zu erreichen.
Mit der Neuordnung der Norm wurden die Bedingungen für die Schutzerdung als Schutzmaßnahme verschärft. So wurde zunächst anstelle der Bedingung des Schutzerdungswiderstandes RA die Schleifenimpedanz-Bedingung eingeführt.
Die Schleifenimpedanz ZS muss mindestens der Bedingung entsprechen:
{\displaystyle Z_{S}={\frac {U_{\text{N}}}{I_{\text{A}}}}}
Dabei ist UN die maximale Nennspannung gegen Erde 50 V (früher 65 V). Der Ausschaltstrom IA der jeweils vorgelagerten Überstrom-Schutzeinrichtung wird gemäß der Formel
{\displaystyle I_{A}=m\cdot I_{N}}
ermittelt.
IN ist dabei der Nennstrom des Überstrom-Schutzorgans. Der Ausschaltfaktor m wird aus der genormten Sicherungstabelle 10-1 ermittelt.
Die Impedanz ZS der Fehlerschleife wird entweder durch Messung oder durch Rechnung ermittelt. Aufgrund dieser verschärften Bedingungen ist die Schutzmaßnahme nicht mehr anwendbar und muss bei wesentlicher Änderung durch andere Schutzmaßnahmen z. B. durch FI-Schutzschalter als ergänzende Maßnahme ersetzt werden.

## Normen und sonstige Regelwerke
- DIN EN 50522; VDE 0101-2:2011-11 Erdung von Starkstromanlagen mit Nennwechselspannungen über 1 kV.
- DIN EN 50122-1; VDE 0115-3:2011-09 Bahnanwendungen – Ortsfeste Anlagen – Elektrische Sicherheit, Erdung und Rückleitung – Teil 1: Schutzmaßnahmen gegen elektrischen Schlag.
- DIN VDE 0100-410:2007-06 Errichten von Niederspannungsanlagen Teil 4-41: Schutzmaßnahmen – Schutz gegen elektrischen Schlag, Abschnitt 411.3.
- DIN VDE 0100-540:2012-06 Errichten von Niederspannungsanlagen Teil 5-54: Auswahl und Errichtung elektrischer Betriebsmittel – Erdungsanlagen und Schutzleiter, Abschnitt 543.
- Technische Anschlussbedingungen für den Anschluss an das Mittelspannungsnetz